# シルビア・ロル
シルビア・ロル（Sylvia Roll、女性、1973年5月29日 - ）はドイツの元女子バレーボール選手。ポジションはアウトサイドヒッター。元バレーボールドイツ女子代表。

## 来歴
シュヴェリーン出身。
- クラブチーム

1989年に地元のクラブシュヴェリーンSCに入団しバレーボール選手としてのキャリアをスタートさせる。1994/95、1997/98シーズンのドイツブンデスリーガで優勝を、1996/97シーズンのリーグで準優勝を果たした。1998/99シーズンにブラジル・スーパーリーガのGerdau/Minasでプレーした。1999/00シーズンはイタリアセリエAのVirtus Reggio Calabriaと契約し、リーグ準優勝に貢献した。2000/01シーズンから4年間はPieralisi Jesiの中心選手として活躍し、2000/01シーズンはリーグで準優勝、2003/04シーズンは3位となった。2005年に再びブンデスリーガのシュヴェリーンSCに復帰し、2005/06シーズンではリーグ優勝に貢献しMVPにも選ばれた。また2006/07シーズンのCEVカップえはベストスコアラーを受賞した。2007/08シーズンはトルコリーグのワクフバンクSKでプレーした。2008/09シーズンからの2年間は再びシュヴェリーンSCで活躍し、2009/10シーズンをもって現役を引退した。
- 代表チーム

1992年、アンダーカテゴリーの代表としてジュニアの欧州選手権に出場し、ベストスコアラーを受賞した。1994年、ドイツ代表に初選出された。1996年のアトランタ五輪、1998年の世界選手権に出場した。2000年のシドニー五輪では6位となった。2001年の欧州選手権に出場した。2002年8月のワールドグランプリでは銅メダルを獲得した。同年9月の世界選手権では10位だった。

## 球歴
- オリンピック - 1996年、2000年
- 世界選手権 - 1998年、2002年
- 欧州選手権 - 2001年

## 受賞歴
- 1992年　U-20欧州選手権　ベストスコアラー
- 1995年　1994/95ドイツブンデスリーガ　ベストスパイカー賞
- 2002年　ワールドグランプリ ベストディガー賞
- 2006年　2005/06ドイツブンデスリーガ　MVP、ベストスパイカー賞
- 2007年　2006/07CEVカップ　ベストスコアラー

## 所属クラブ
- シュヴェリーンSC（1989-1998年）
- Gerdau/Minas（1998-1999年）
- Virtus Reggio Calabria（1999-2000年）
- Pieralisi Jesi（2000-2004年）
- Jogging Volley Altamura（2004-2005年）
- シュヴェリーンSC（2005-2007年）
- ワクフバンクSK（2007-2008年）
- シュヴェリーンSC（2008-2010年）